# Jan Wilamowski
Jan Wilamowski herbu Szaszor albo Orla (zm. 1540) – duchowny rzymskokatolicki, dyplomata na dworze króla Zygmunta Starego, sekretarz Zygmunta I Starego.
Kantor krakowski i kanonik płocki. Od października 1539 roku ordynariusz kamieniecki.
Był posłem Zygmunta I Starego na sejmik województwa poznańskiego i kaliskiego w Środzie w 1540 roku.